# Huida a medianoche
Midnight Run (titulada Fuga a la medianoche en Hispanoamérica y Huida a medianoche en España) es una película estadounidense estrenada en 1988, dirigida por Martin Brest y protagonizada por Robert De Niro y Charles Grodin. Fue escrita por George Gallo y cuenta con música de Danny Elfman compositor habitual de las películas de Tim Burton.
Siendo un éxito crítico y comercial, la película fue seguida por The Midnight Run Action Pack en 1994, tres secuelas de televisión que no incluyeron a ninguno de los actores principales, aunque se retoman algunos personajes de la primera película.

## Trama
Jack Walsh (Robert De Niro) es un prolífico pero duro expolicía que se gana la vida como cazarrecompensas. Jack debe capturar a Jonathan «El duque» Mardukas (Charles Grodin), un sentimental y piadoso contador que ha robado 15 millones de dólares a una banda criminal y los ha donado a la caridad. Después de que sea liberado bajo fianza, desaparece. Jack recibirá la suma de $100 000 dólares si consigue llevar al duque desde Nueva York a Los Ángeles a tiempo. Pero lo que Jack no sabe, es que la mafia ha decidido tomar cartas en el asunto y deciden buscar a Mardukas
para asesinarlo. Y para peor, Mardukas no puede evitar su espíritu bondadoso, enloqueciendo a Jack, el cual sólo desea sobrevivir a todos los que están tras ellos. Lo que inicialmente parece ser una «Fuga a la medianoche» —una misión sencilla en el argot de los cazarrecompensas— se convierte rápidamente en una cacería salvaje por todo el continente. El FBI quiere la declaración del duque, la mafia quiere venganza y Walsh solo quiere que su compañero de viaje involuntario se calle...

## Argumento
Jonathan «El duque» Mardukas (Grodin) es un contador que malversó 15 millones de dólares de un jefe de la mafia de Las Vegas llamado Jimmy Serrano (Dennis Farina) y sale bajo la fianza. Se está escondiendo en Nueva York cuando su agente de fianzas de Los Ángeles, Eddie Mascone (Joe Pantoliano), contrata al cazarrecompensas Jack Walsh (De Niro) para que encuentre al contable. Para obtener la recompensa de 100 000 dólares, Jack necesita regresar a «El Duque» a Los Ángeles antes de la medianoche del viernes o Eddie pierde la fianza de 450 000 dólares y quedará en bancarrota.
El FBI, dirigido por el agente especial Alonzo Mosely (Yaphet Kotto) quiere arrestar a Mardukas para construir su caso contra Serrano. Alonzo le advierte a Jack que no interfiera con sus planes, pero Jack, fingiendo aceptar la condición, no le presta atención, y en cambio se lleva la identificación de Mosely. Serrano, mientras tanto, sospecha que Mardukas tiene acceso a información financiera que podría llevarle a su condena. Además, esa información implicaría a Serrano y sus vínculos con otros mafiosos, lo que podría poner en riesgo su vida si quedara expuesto. Como resultado, Serrano tiene la intención de matar a Mardukas antes de que pueda testificar contra él en la audiencia pública.
Después de arrestar a Mardukas en Manhattan, Jack no puede llevarlo a Los Ángeles en avión debido al miedo declarado de Mardukas a volar, lo que los hace salir de su vuelo transcontinental. Los dos se embarcan en una salvaje persecución a campo traviesa (con Mardukas incluso piloteando temporalmente un avión, demostrando que su miedo a volar era una farsa), viajando en varios modos de transporte poco confiables, mientras eludían al FBI y los secuaces de Serrano Tony (Richard Foronjy) y Joey (Robert Miranda). Mascone también contrata al cazarrecompensas rival de Jack, Marvin Dorfler (John Ashton) como respaldo en caso de que Jack no pueda entregar a Mardukas, pero le ofrece 25 000 dólares, alegando que ofreció lo mismo a Walsh.
A lo largo de su viaje, Walsh y El Duque discuten constantemente, debido al choque entre la personalidad tosca de Walsh y el hábito de molestar de Mardukas. Gran parte de la película implica el esfuerzo sincero de Mardukas por descubrir la verdad sobre su captor, del que sospecha que en realidad es un hombre decente bajo su exterior cínico y amargado. Finalmente se entera de que Jack era un exdetective encubierto de Chicago que se negó a evitar la captura de un traficante de heroína contra el que estaba construyendo un caso, sin embargo, es expulsado de la fuerza luego de ser acusado por posesión de heroína por colegas corruptos y es expulsado de Chicago, su matrimonio termina y se separa de su familia. Su exesposa termina casándose de nuevo con uno de sus colegas, ahora un capitán, a quien Jack insinúa que fue uno de los miembros corruptos que lo acusó. Jack no ha visto a su hija desde que era una niña, y desde entonces ha perdido toda la fe en la ley, explicando su profesión como cazarrecompensas. A medida que se desarrolla la trama, resulta que el traficante de heroína responsable del encuadre de Jack fue el propio Jimmy Serrano. Jack, por su parte, quiere ver el trabajo hecho para poder retirarse y abrir una cafetería con su recompensa prometida de 100 000 dólares, consciente de que, al hacerlo, lo más probable es que esté ayudando a Serrano a evitar la prisión. También tiene un agudo sentido de la decencia y rechaza un soborno de Mardukas, así como una gran oferta en efectivo de los hombres de Serrano a cambio de entregarles Mardukas. Después de llegar a Arizona, los dos son perseguidos por docenas de patrullas de policía. Evitan por poco a la policía, pero Mardukas es capturado por Dorfler. Finalmente, al darse cuenta de que Mascone lo engañó y de cuánto vale El Duque, Dorfler decide entregarlo a Tony y Joey por un millón de dólares. Sin embargo, Dorfler revela inadvertidamente dónde está manteniendo al fugitivo y es golpeado, quedando inconsciente. Mardukas es capturado por los hombres de Serrano, y Dorfler, derrotado, decide irse a casa.
Walsh, mientras tanto, finalmente es encontrado por Mosely y sus hombres, y puesto bajo custodia. Walsh enfurecido llama a Mascone y lo regaña furiosamente por contratar a Dorfler como respaldo. Mascone, sin embargo, revela que Dorfler no tiene al Duque, y Walsh se da cuenta de que Dorfler ha entregado a Mardukas a Serrano. Walsh llama a los hombres de Serrano y les dice que Mardukas le dio discos de computadora con suficiente información para alejar a Serrano (antes, Johnatan le había informado a Jack que tenía la intención de hacer copias de seguridad en los discos, pero nunca lo hizo). Walsh amenaza con entregar los discos al FBI a menos que el propio Serrano le devuelva al Duque en el Aeropuerto Internacional McCarran en Las Vegas. Walsh le dice a Mosely y al FBI su plan de entregarles a Serrano (aunque los discos que se utilizarán como señuelo están en blanco, si Serrano los toma como posesión, sería suficiente para acusarlo de conspirar para destruir evidencia gubernamental y obstrucción de la justicia) , pero solo lo llevará a cabo si se le permite devolver a Mardukas a Mascone personalmente y recoger su dinero. Mosely, dado que su objetivo principal es Serrano, acepta la propuesta de Walsh. En el aeropuerto, Serrano y Walsh se enfrentan por primera vez desde que Jack salió de Chicago. El intercambio es interrumpido por Dorfler, que ve el intercambio continuar, sin saber que el FBI está mirando y esperando que Serrano tome posesión de los discos. Jack, cuyo cable de micrófono es desconectado por Dorfler, le grita al FBI que Serrano tiene los discos. El FBI interviene, arrestando a Serrano en el acto, a sus hombres y también a Dorfler.
Cómo se negoció con Mosely, Jack lleva al Duque a Los Ángeles. Llama a Eddie Mascone y le dice que tiene a Mardukas en L. A. antes de la fecha límite, pero lo deja ir. Antes de que Jack pueda irse, intercambian regalos: Jack le entrega a El Duque su reloj roto, y Johnatan le entrega a Jack un cinturón de dinero que había escondido en su persona a lo largo de la película, lleno con 300 000 dólares en billetes de 1000: planeaba irse antes de que Jack apareciera, pero entonces no tuvo tiempo de usar el dinero. Los dos se despiden como amigos.
Entonces, antes de que Walsh salga del aeropuerto, Mardukas desaparece, Jack intenta conseguir un taxi. Sin embargo, dado que el conductor no tiene cambio por un billete de mil dólares, se cierra la cremallera de su chaqueta de cuero y se levanta el cuello, preparándose para caminar a casa.

## Reparto
- Robert De Niro como Jack Walsh.
- Charles Grodin como Jonathan «El Duque» Mardukas.
- Yaphet Kotto como El Agente Especial Alonzo Mosely.
- John Ashton como Marvin Dorfler.
- Dennis Farina como Jimmy Serrano.
- Joe Pantoliano como Eddie Mascone.
- Richard Foronjy como Tony Darvo.
- Robert Miranda como Joey.
- Jack Kehoe como Jerry Geisler.
- Wendy Phillips como Gail.
- Danielle DuClos como Denise Walsh.
- Philip Baker Hall como Sidney.
- Tom McCleister como Bill «Red» Wood.

## Producción
Después de completar The Untouchables, De Niro quería probar algo diferente y decidió aparecer en una comedia. Él siguió el papel principal en la película de Penny Marshall, Big. Marshall estaba interesado, pero el estudio no, por lo que el papel fue para Tom Hanks.
Martin Brest, que dirigió Beverly Hills Cop, había desarrollado un guion con George Gallo que combinaba elementos de comedia y acción.
Gallo dice que él basó la relación entre Jack y el Duque en sus propios padres. «No creo que se hayan dado cuenta de lo graciosos que eran cuando discutían sobre algo», dijo. «Mi padre estaba muy exaltado, mientras que mi madre era mucho más calculadora. Lo dejaba hablar y lo llevaba por un callejón y luego lo golpeaba como un gato». Gallo rindió homenaje a Martin Brest, diciendo que «Marty estaba muy concentrado, donde yo estaba un poco más por todos lados. No soy una persona que sufre por no tener ideas. En todo caso, tengo demasiadas ideas. Marty ayudó a controlar para mantenerme enfocado en la historia principal. Esto me ha ayudado mucho desde mi colaboración con él».
Paramount Pictures originalmente estaba interesado en producir Midnight Run, pero querían una estrella de renombre junto a De Niro para mejorar las posibilidades de la película en la taquilla.
Sus ejecutivos de producción sugirieron que el personaje de Mardukas fuera cambiado a una mujer y querían a Cher para el papel con la esperanza de que ella proveería algunos «matices sexuales».
Cuando Brest rechazó la idea, Paramount sugirió agrupar a De Niro con Robin Williams, quien se mostró ansioso por obtener el papel y se ofreció a una audición para Brest. En un momento Bruce Willis fue mencionado como una posible coestrella. Brest quedó impresionado por la audición de Grodin con De Niro, sintiendo que había una verdadera química entre los dos actores. Como resultado, Paramount se retiró y su socio de UIP Universal Studios se interesó en el proyecto. El presidente de Paramount, Ned Tanen, afirmó que el presupuesto era demasiado alto y decidió que «no valía la pena». El ejecutivo de Universal Casey Silver había trabajado con Brest en Beverly Hills Cop y fue parte integral de la configuración del proyecto en Universal.

## Recepción

### Taquilla
Midnight Run fue lanzado el 20 de julio de 1988, en 1158 salas, recaudando 5,5 millones de dólares en su primer fin de semana. Luego ganó 38,4 millones de dólares en Norteamérica y 43,2 millones de dólares en el resto del mundo por un total mundial de 81,6 millones de dólares.

### Comentarios
Midnight Run  tiene una puntuación del 96 % en Rotten Tomatoes sobre la base de 45 revisiones. El crítico de cine Roger Ebert dio la película 3,5 de 4 estrellas y escribió: «Lo que Midnight Run 'hace con estos dos personajes es sorprendente, porque se lleva a cabo dentro de la estructura de un thriller cómico (...) Es raro que un thriller termine con una escena de intimidad realmente conmovedora, pero este lo hace, y lo gana». En su reseña en The Globe and Mail, Jay Scott elogió las actuaciones: «De Niro tiene el tiempo de su actuación como rayo y enviando todos esos toros furiosos que le ganaron todos esos Oscar (...) Charles Grodin, maestro de la doble toma y maestro de la lentitud, el mejor comediante de personajes ligeros desde Jack Benny dejó de tocarse a sí mismo». Vincent Canby, en su reseña de The New York Times, escribió: «El Sr. De Niro y el Sr. Grodin son delicias lunáticas, que es un tanto más de lo que se puede decir de la película, cuya mecánica se interpone en el camino de las actuaciones». En su reseña para The Washington Post, Hal Hinson dice del director que, «llevando el peso muerto del guion de George Gallo, Brest no está hasta la extenuante tarea de transformar su material de género no inspirado en [sic] algo más profundo, y entonces los intentos de mezclar patetismo con comedia nos golpean simplemente como vacilaciones salvajes y desorientadoras en el tono». David Ansen, en su reseña de Newsweek, escribió: «El bosquejo del guion de George Gallo, antagonistas de parejas extrañas se convierten en amigos bajo circunstancias peligrosas: era obsoleto hace cinco años, y el resultado no ofrece sorpresas. Demasiado malo: se ha desperdiciado mucho trabajo bueno por una causa indigna».